# Anier García Ortiz
Anier García Ortiz   (Santiago de Cuba, 9 de març de 1976) és un atleta cubà, ja retirat, especialista en els 110 metres tanques i guanyador de dues medalles olímpiques.

## Carrera esportiva
Va començar a destacar en els Jocs Panamericans juvenils de 1995 realitzats a Santiago de Xile (Xile), on va aconseguir guanyar la prova dels 110 metres tanques. Posteriorment va participar, als 20 anys, en els Jocs Olímpics d'Estiu de 1996 realitzats a Atlanta (Estats Units), on fou eliminat en quarts de final de la prova masculina dels 110 metres tanques.
L'any 1997 va irrompre en l'escena internacional a l'aconseguir guanyar la medalla d'or de la prova dels 60 metres tanques en el Campionat del Món d'atletisme en pista coberta realitzat a París (França). Desafortunadament una lesió a la cama el va impedir de competir en plenes condicions al Campionat del Món d'atletisme a l'aire lliure realitzats a Atenes (Grècia), on fou eliminat en semifinals.
L'any 1999 va aconseguir la medalla d'or en els Jocs Panamericans realitzats a Winnipeg (Canadà), i en els Jocs Olímpics d'Estiu de 2000 realitzats a Sydney (Austràlia) va aconseguir guanyar la medalla d'or en la prova masculina de 110 metres tanques, quedant per davant del nord-americà Terrence Trammell.
García va guanyar la medalla de plata en el Campionat del Món d'atletisme realitzat a Edmonton (Canadà) l'any 2001 i la medalla de plata aquell mateix any en el Campionat del Món d'atletisme en pista coberta de Lisboa (Atenes). En el Campionat del Món d'atletisme en pista coberta de 2003 realitzat a Birmigham (Regne Unit) es feu novament amb la medalla de plata, i en els Jocs Olímpics d'Estiu de 2004 realitzats a Atenes (Grècia) amb la medalla de bronze en quedar per darrere del xinès Liu Xiang (or) i el nord-americà Terrence Trammell (plata).
Diverses lesions l'obligaren a retirar-se el 2008.

## Millors marques
- 110 metres tanques. 13.00" (2000)[3]